# Metaloricaria nijsseni
Metaloricaria nijsseni är en fiskart som först beskrevs av Boeseman, 1976.  Metaloricaria nijsseni ingår i släktet Metaloricaria och familjen Loricariidae. Inga underarter finns listade i Catalogue of Life.